# 端泰
端泰（たんたい）は、ベトナム莫朝の英宗莫茂洽が使用した元号。1586年 - 1587年。

## 西暦との対照表
| 端泰 | 元年     | 2年      |
| 西暦 | 1586年   | 1587年   |
| 干支 | 丙戌     | 丁亥     |
| 黎朝 | 光興9年  | 光興10年 |
| 明   | 万暦14年 | 万暦15年 |